# 劉瀾昌
劉瀾昌，香港傳媒工作者、評論員，曾任亞洲電視新聞及公共事務部高級副總裁兼亞視新聞總監。

## 生平
於1982年取得中國人民大學新聞系學士學位，其後又在該校取得碩士和博士銜。之後在《經濟日報》評論版、《星島日報》，《蘋果日報》中國版任職，主要負責兩岸新聞及評論、以及在鳳凰衛視任公關主任。1999年加入亞視，先後擔任宣傳部總監及資訊統籌科總監，其後晉升為副總裁，劉對中國時事熟悉，負責專題資訊節目，包括《解密百年香港》、《小平和香港》等，主持論政節目《把酒當歌》時，多次邀請梁振英在節目抒發意見，又與全國政協劉夢熊合組智囊研究兩岸關係。。2011年9月，亞視新聞部高級副總裁梁家榮以未能阻止誤報江澤民死訊的報道播出為由辭職，劉晉升為新聞及及公共事務部高級副總裁兼亞視新聞總監。2016年2月，因向傳媒表示亞視有停播風險而被解僱，但在2月4日正式申請自動遣散，正式辭去新聞及公共事務部高級副總裁。
2016年4月，劉瀾昌在大山文化出版社發表紀實小說《aTv絕密文件》，以小說形式寫亞視內幕。

## 外部連結
- 劉瀾昌接任 乏本地新聞經驗[永久]
- 劉瀾昌-鳳凰微博 （页面存档备份，存于）